# Golfo di Patti
Il golfo di Patti è un'ampia insenatura naturale compresa tra capo Milazzo (a est) e capo Calavà (a ovest), nella costa nord-orientale della Sicilia, nel territorio della città metropolitana di Messina. Lungo la sua linea di costa insistono i territori di 8 comuni.